# Antheua spurcata
Antheua spurcata är en fjärilsart som beskrevs av Walker 1864. Antheua spurcata ingår i släktet Antheua och familjen tandspinnare. Inga underarter finns listade i Catalogue of Life.